# Fort XIV Twierdzy Toruń
Fort XIV Twierdzy Toruń im. Józefa Bema (pierwotnie VIa Hermann Balk, w okresie międzywojennym im. Józefa Dwernickiego) – fort artyleryjski Twierdzy Toruń przy ulicy Włocławskiej 34/36.
Fort został wzniesiony w latach 1888–1892 z cegły i betonu. Miał stanowić część południowej linii obrony Torunia, ogień z jego dwóch dział sięgał do miejscowości Czerniewice-Brzoza. W latach 1920–1926 roku przeprowadzono w forcie wyłącznie nieznaczny remont konserwacyjny. Otoczony mokrą fosą i płotem fortecznym, od początku funkcjonowania do II wojny światowej (zarówno w czasie, gdy należał do wojska pruskiego, jak i polskiego) pełnił funkcję składu amunicji. W czasie II wojny światowej znajdował się w nim szpital niemieckiego obozu dla jeńców z krajów zachodnich.
Na początku XXI wieku fort przejął prywatny właściciel.